# بالچی‌لی (یولاخ)
بالچی‌لی (به لاتین: Balçılı) منطقه‌ای مسکونی در جمهوری آذربایجان است که در شهرستان یولاخ واقع شده است. بالچی‌لی ۱۱۰۴ نفر جمعیت دارد.